# یواس‌اس روکس (دی‌دی-۸۰۴)
یواس‌اس روکس (دی‌دی-۸۰۴) (به انگلیسی: USS Rooks (DD-804)) یک کشتی بود که طول آن ۱۱۴٫۷ متر (۳۷۶ فوت) بود. این کشتی در سال ۱۹۴۴ ساخته شد.